# Insula Bisericuța
Insula Bisericuța este un petec de pământ lung de 360 m și lat de 58 m, care se găsește în apele lacului Razim. Jumătate din suprafața insulei este ocupată de o colină calcaroasă cu atitudinea de 9 m. Pe insulă s-au descoperit vestigii arheologice, dispuse pe mai multe straturi, care încep cu epoca elenistică (secolele al V-lea – al IV-lea î.Hr), apoi epoca romană, cele mai noi fiind urmele ce datează din medievalul timpuriu (secolele al X-lea – al XII-lea).